# Лавоне (Бреша)
Лавоне је насеље у Италији у округу Бреша, региону Ломбардија.
Према процени из 2011. у насељу је живело 391 становника. Насеље се налази на надморској висини од 500 м.